# Poissy Triathlon
Poissy Triathlon est un club de triathlon français fondé en 1984 et implanté à Poissy, dans le département des Yvelines. Il a remporté de nombreux titres en première division lors du Grand Prix de triathlon, plusieurs trophées de la coupe de France des clubs de triathlon et la première édition du championnat d'Europe des clubs champions de triathlon. Il est, en 2023, le club de triathlon le plus titré de France.

## Le club
Fondé en 1984 par Michel Le Diouron et Philippe Gros dans la ville de Poissy, il fait partie de l'élite des clubs français depuis la création du championnat de France des clubs, le Grand Prix de triathlon. Il compte des triathlètes qualifiés pour les Jeux olympiques depuis l'apparition du triathlon aux Jeux de Sydney en 2000. Le club dispose d'une école de formation labellisée « École de triathlon trois étoiles » depuis la création de ce label par la FFTri. Il est en 2016, le club français le plus titré sur le Grand Prix de triathlon avec 16 titres hommes et femmes confondus.
En 2016, le club de Poissy remporte la première édition du championnat d'Europe des clubs champions de triathlon qui voit les clubs champions d'Europe de division une, s'affronter sur une seule épreuve par équipe et en relais mixte. Les triathlètes de l'équipe relais composée des Français et Françaises Jérémy Quindos, Cassandre Beaugrand, Léonie Périault et de l'australien Declan Wilson remportent le titre en 1 h 23 min 32 s. Le club reçoit également en 2016, le premier trophée Laurent Vidal de la FFTri, qui récompense annuellement le meilleur club formateur.

## Organisation du club
Poissy Triathlon est un club constitué en association loi de 1901. Il est présidé depuis sa création et successivement par :
- De 1984 à 2000 : Michel Le Diouron
- De 2000 à 2002 : Nadia Choisel
- De 2002 à 2008 : Pierre Grau
- De 2008 à 2012 : Pascal Petel
- Depuis 2012 : Philippe Gros

## Équipes de première division
Équipe masculine :
Équipe féminine :
Les équipes premières du club participent au Grand Prix de triathlon depuis sa création. Pour 2017, la composition est la suivante, : 
| Hommes           | Nationalité | Femmes                | Nationalité    |
| ---------------- | ----------- | --------------------- | -------------- |
| Aurélien Raphaël | Française   | Andrea Hewitt         | Néo-Zélandaise |
| Anthony Pujades  | Française   | Cassandre Beaugrand   | Française      |
| Dorian Coninx    | Française   | Léonie Périault       | Française      |
| Tom Richard      | Française   | Sandra Dodet          | Française      |
| Antoine Duval    | Française   | Justine Guérard       | Française      |
| Jérémy Quindos   | Française   | Natalie Van Coevorden | Australienne   |
| Sam Laidlow      | Française   | Taylor Spivey         | Américaine     |
| Aurélien Jem     | Française   |                       |                |

## Palmarès du club

### Par équipes
- Grand Prix de triathlon[8] (hommes) : 11 titres, 5 médailles d'argent et 7 médailles de bronze.
- Grand Prix de triathlon (femmes) : 18 titres et 4 médaille d'argent[9],[10].
- Coupe de France des clubs de triathlon : 8 titres et 9 médailles d'argent.

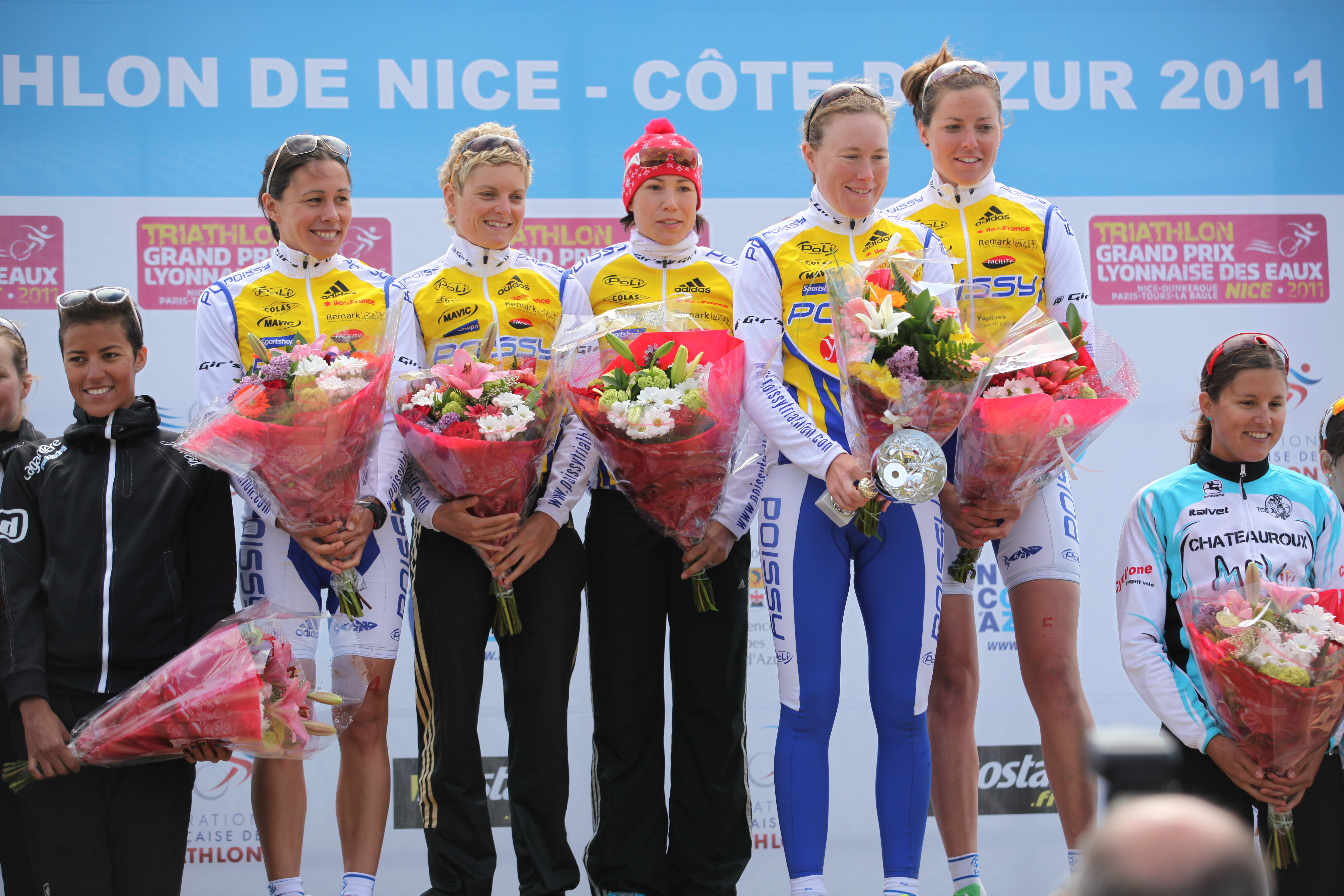
Poissy Triathlon.

- Championnats de France de triathlon en relais mixte[11] : 1 titre et une médaille d'argent

### Championnat d'Europe des clubs
- 6 médailles d'or en 2016, 2018, 2019, 2020, 2021, 2023 ;
- 2 médailles d'argent en 2017 et 2022.

### Titres olympiques des sociétaires
- 1 médaille d'or à Paris en 2024 (Cassandre Beaugrand)
- 1 médaille de bronze (Erin Densham)
- Une 6e place (Andrea Hewitt)
- Deux 7e places (Olivier Marceau et Andrea Hewitt)
- Deux 8e places (Olivier Marceau et Rasmus Henning)

### Titres individuels des sociétaires
- 25 titres de champion de France individuel (7 pour Philippe Méthion, 5 pour Jessica Harrison, 3 pour Cassandre Beaugrand, 2 pour Frédéric Belaubre et Virginie Jouve, 1 pour Dorian Coninx, Anthony Pujades, Olivier Marceau, Carole Péon, Patrick Girard et Georges Belaubre)
- 2 titres de champion de France individuel longue distance (2 pour Philippe Méthion)
- 2 titres de champion du monde (Olivier Marceau et Frédéric Belaubre)
- 1 titre de championne d'Europe (Rachel Klamer)

## Anciennes élites
Depuis sa création le club a compté dans ses effectifs de nombreux triathlètes nationaux et internationaux reconnus.
- Les années 1980 et 1990 :
  - Hommes : Philippe Méthion, Patrick Girard, Serge Lecrique, Thierry Henri, Georges Belaubre, Roland Bertrand

- Les années 2000 et 2010 :
  - Hommes : Tony Moulai, Olivier Marceau, Carl Blasco, Frédéric Belaubre, Sylvain Dodet, Charly Loisel, Jérémy Jurkiewicz,  Alessandro Fabian,  Rasmus Henning
  - Femmes : Stéphanie Gros, Jessica Harrison, Carole Péon, Virginie Jouve,  Erin Densham,  Kathrin Müller

## Partenariats et marque
Le club a noué des partenariats avec les institutions publiques et privées locales, ainsi qu'avec divers équipementiers sportifs qui soutiennent le club de diverses façons.
Le nom et le logo « Poissy Triathlon » sont des marques déposées à l'INPI et sont exclusifs à l'usage du club.